# Советинское сельское поселение
Советинское сельское поселение — муниципальное образование в Неклиновском районе Ростовской области.
Административный центр поселения — слобода Советка.

## История
По легенде, в деревне Совет однажды был сам Пётр Первый. 27 августа 1696 года Петр I на мысе Таганий Рог основал крепость Троицкую. Затем Пётр проплыл с флотом по реке Самбек, которая впадает в Азовское море, чтобы потом перетащить его волоком в реку Тузлов. В нескольких десятках километрах от места новой крепости он остановился на совещание со своей свитой в маленькой деревушке. Утверждается, что эту деревню по его приказу и стали затем называть Совет.
Однако официальная версия основания другая: утверждается, что село Совет было основано подполковником артиллерии Ф. И. Ивановым на земле, приобретённой им 25 января 1793 году у таганрогского коменданта И. П. Каспарова. За прошедшие после этого десятилетия менялись владельцы земель.
По данным от 18 мая 1896 года, село Совет входило в 8-й заседательский участок Таганрогского округа Области Войска Донского. В селе на тот момент насчитывалось 84 двора, 282 мужчины и 267 женщин. В селе была церковь, народное училище, здесь же располагалось волостное правление, сельское правление и прочие учреждения.
В 1922 году в селе образовалась коммуна, в 1930 году она была реорганизована в сельскохозяйственную артель и объединилась с Советинским колхозом «Страна советов».
В 1932-1934 годах была построена больница и аптека.
На данный момент статус и границы муниципального образования Советинское сельское поселение определяются областным законом «Об установлении границ и наделены соответствующим статусом муниципального образования «Неклиновский район» муниципальных образований в его составе».

## Административное устройство
В состав Советинского сельского поселения входит:
- слобода Советка;
- село Александровка 1-я;
- хутор Головинка;
- село Горская Порада;
- хутор Копани;
- хутор Кузьминка;
- хутор Любовка;
- хутор Мелюзовка;
- село Новостроенка;
- хутор Приют;
- хутор Садки.

## Население
| 2010  | 2012  | 2013  | 2014  | 2015  | 2016  | 2017  |
| ----- | ----- | ----- | ----- | ----- | ----- | ----- |
| 2199  | ↘2142 | ↘2108 | ↘2066 | ↘2035 | ↘2030 | ↘2000 |
| 2018  | 2019  | 2020  | 2021  |       |       |       |
| ↘1981 | ↘1954 | ↘1948 | ↗1998 |       |       |       |